# 丹氏鮋屬

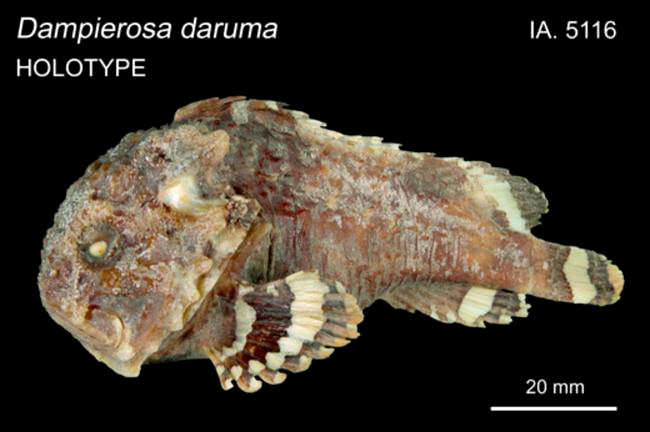
丹氏屬化石

丹氏鮋屬，為輻鰭魚綱鮋形目鮋亞目毒鮋科的其中一屬。

## 下属物种
- 白帶丹氏鮋(Dampierosa daruma)

## 扩展阅读
維基物種上的相關：丹氏鮋屬